# Симфонія № 4 (Бетховен)
Симфо́нія № 4 ор. 60 Людвіга ван Бетховена, сі-бемоль мажор, написана 1806 року. Складається з 4-х частин:
1. Adagio — Allegro vivace
2. Adagio
3. Allegro molto e vivace — Trio. Un poco meno allegro
4. Allegro ma non troppo

Написана для подвійного складу симфонічного оркестру. Тривалість — близько 33 хв.